# Chvalšovice (Čachrov)
Chvalšovice jsou malá vesnice, část městyse Čachrov v okrese Klatovy v Plzeňském kraji. Nachází se asi 3,5 kilometru jižně od Čachrova. Je zde evidováno 17 adres. V roce 2011 zde trvale žilo 26 obyvatel.
Chvalšovice leží v katastrálním území Chvalšovice u Čachrova o rozloze 3,34 km². V katastrálním území Chvalšovice u Čachrova leží i Předvojovice.

## Historie
První písemná zmínka o vesnici pochází z roku 1404.

## Obyvatelstvo
| Rok            | 1869 | 1880 | 1890 | 1900 | 1910 | 1921 | 1930 | 1950 | 1961 | 1970 | 1980 | 1991 | 2001 | 2011 | 2021 |
| -------------- | ---- | ---- | ---- | ---- | ---- | ---- | ---- | ---- | ---- | ---- | ---- | ---- | ---- | ---- | ---- |
| Počet obyvatel | 141  | 127  | 117  | 119  | 105  | 112  | 103  | 73   | 65   | 56   | 52   | 39   | 29   | 26   | 20   |
| Počet domů     | 17   | 18   | 17   | 16   | 16   | 18   | 19   | 17   | 17   | 16   | 15   | 16   | 16   | 17   | 17   |

## Obecní správa
Při sčítání lidu v letech 1850–1975 Chvalšovice byly osadou obce Kunkovice, se kterým patřily nejprve do okresu Sušice, ale od roku 1960 v okrese Klatovy. Od 1. ledna 1976 jsou částí městyse Čachrov v okrese Klatovy.

## Pamětihodnosti
- Kaplička s křížem na návsi
- Usedlosti čp. 7, 8, 9 a 15

## Galerie

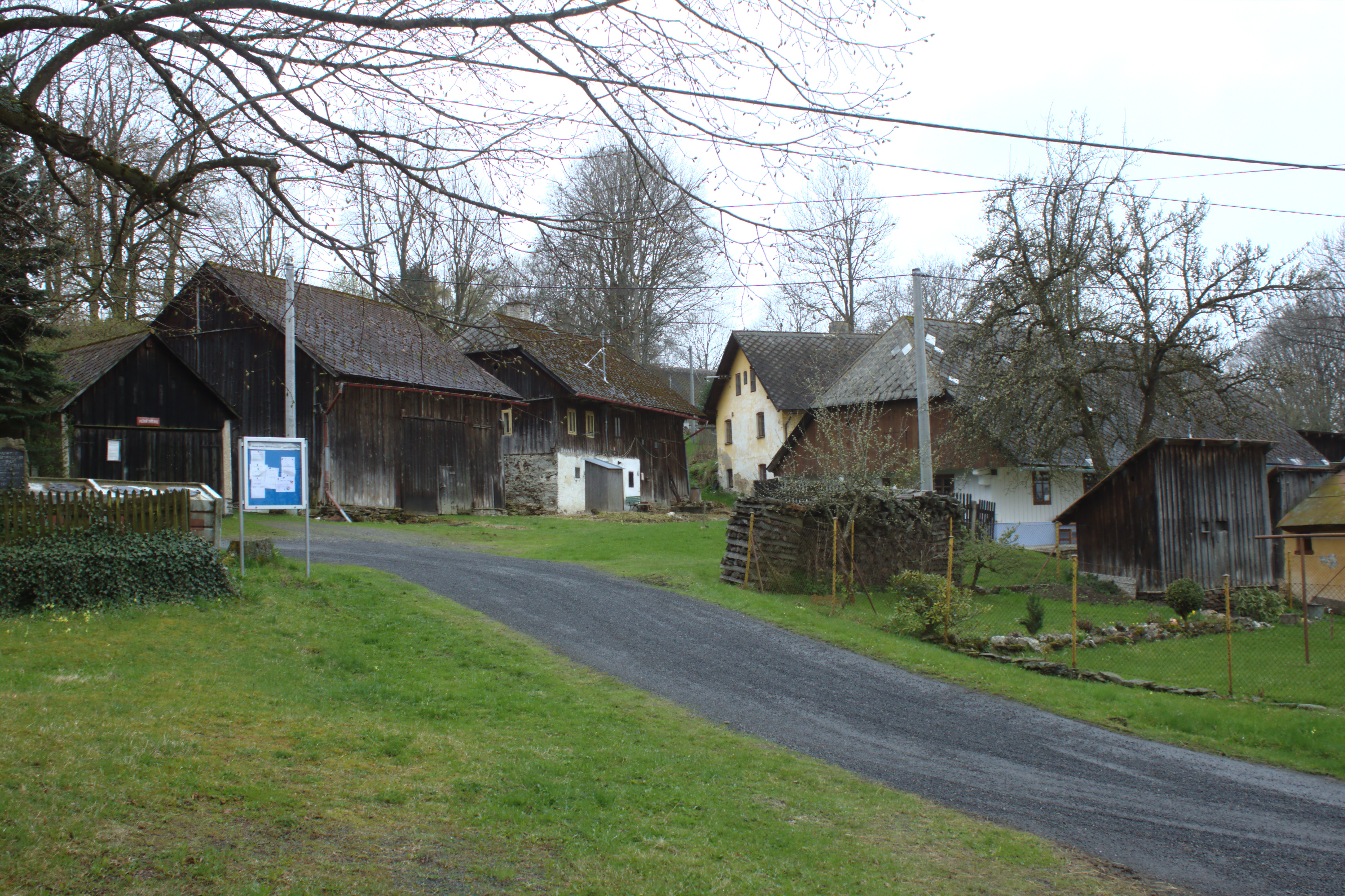
Chalupy
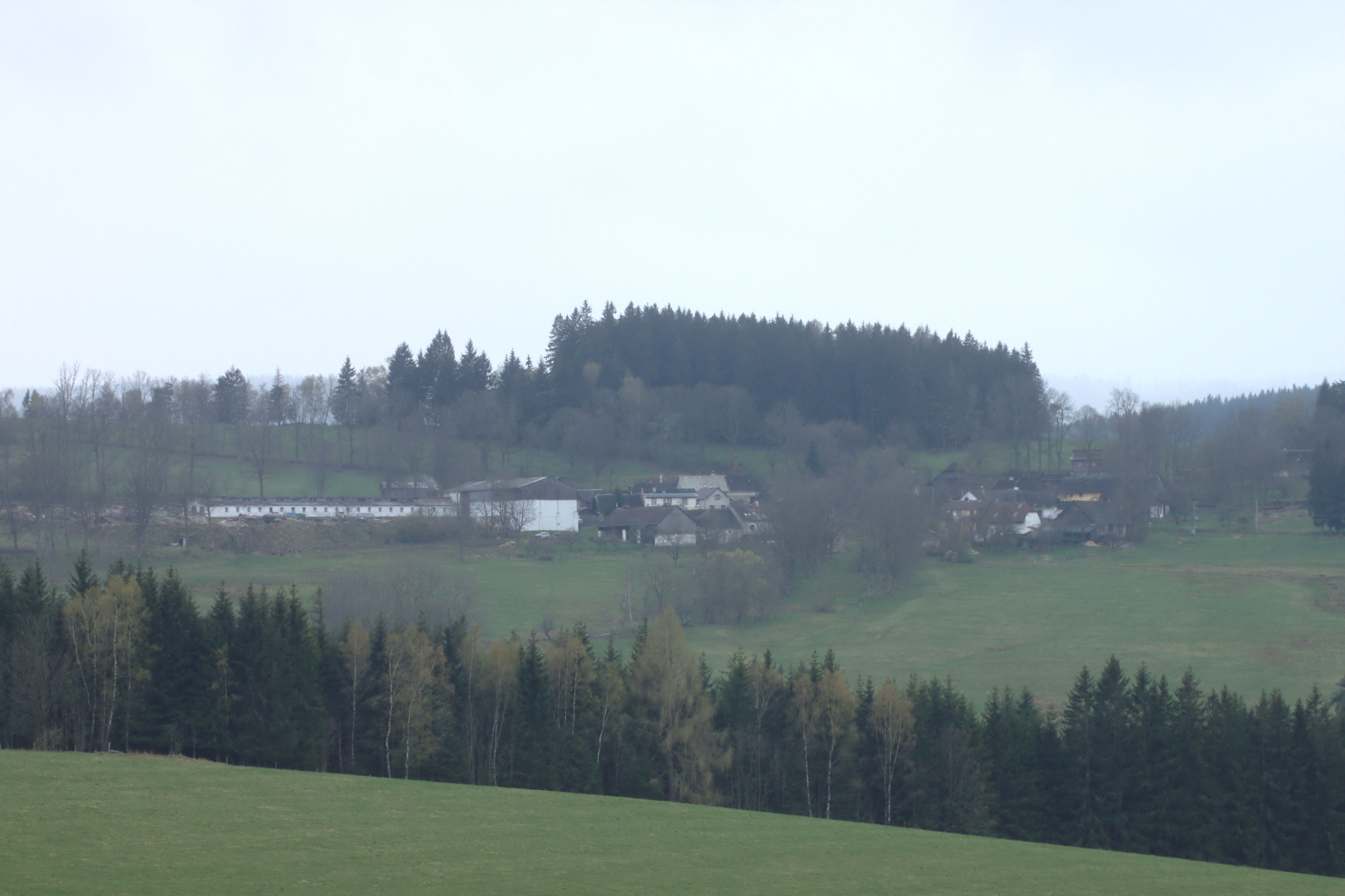
Pohled na vesnici
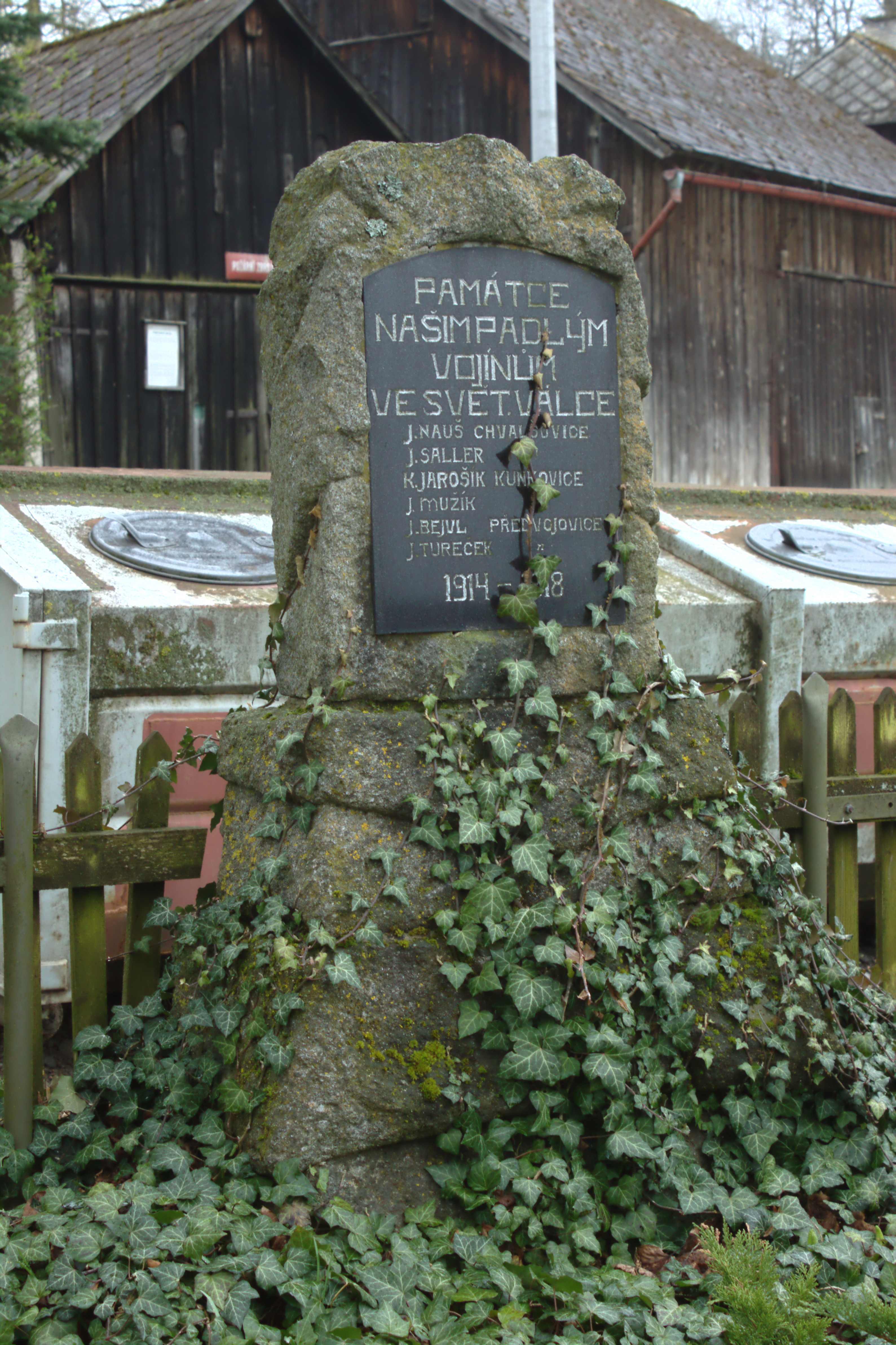
Památník padlým